# Holtstamita
La holtstamita és un mineral de la classe dels silicats que pertany al grup de la henritermierita. Rep el seu nom en honor de Dan Holtstam per les seves contribucions a la mineralogia sueca i específicament als dipòsits de Mn del tipus Långban.

## Característiques
La holtstamita és un silicat de fórmula química Ca₃Al₂(SiO₄)₂(OH)₄. Cristal·litza en el sistema tetragonal. És l'anàleg mineral amb alumini de la henritermierita.
Segons la classificació de Nickel-Strunz, la holtstamita pertany a «9.AD - Nesosilicats sense anions addicionals; cations en [6] i/o major coordinació» juntament amb els següents minerals: larnita, calcio-olivina, merwinita, bredigita, andradita, almandina, calderita, goldmanita, grossulària, henritermierita, hibschita, hidroandradita, katoïta, kimzeyita, knorringita, majorita, morimotoïta, vogesita, schorlomita, spessartina, uvarovita, wadalita, kerimasita, toturita, momoiïta, eltyubyuïta, coffinita, hafnó, torita, thorogummita, zircó, stetindita, huttonita, tombarthita-(Y), eulitina i reidita.

## Formació i jaciments
La holtstamita va ser descoberta a la mina Wessels, a Hotazel (camp de manganès Kalahari, Cap Septentrional, Sud-àfrica). És tracta de l'únic indret on ha estat trobada aquesta espècie mineral.